# سوسة الفلفل
سوسة الفلفل (الاسم العلمي: Anthonomus eugenii)، حشرة من غمديات الأجنحة وفصيلة السوسيات الحقيقية. هي آفة تصيب الفليفلة والمغد وتضع بيوضها فيها. وهي إحدى الآفات الخطيرة التي تصيب الفليفلة في فلوريدا وبورتوريكو وأمريكا الوسطى.